# Choceň vasútállomás
Choceň vasútállomás Csehország  településén található.

## Vasútvonalak
Az állomást az alábbi vasútvonalak érintik:
- Kolín–Česká Třebová-vasútvonal
- Choceň–Litomyšl-vasútvonal
- Velký Osek–Choceň-vasútvonal

## Kapcsolódó állomások
A vasútállomáshoz az alábbi állomások vannak a legközelebb:
- Brandýs nad Orlicí vasútállomás (Česká Třebová, Kolín–Česká Třebová-vasútvonal)
- Sruby vasútállomás (Kolín vasútállomás, Kolín–Česká Třebová-vasútvonal)
- Dvořisko vasútállomás (Litomyšl, Choceň–Litomyšl-vasútvonal)
- Újezd u Chocně vasútállomás (Velký Osek, Velký Osek–Choceň-vasútvonal)